# Chicago Sky 2007
La stagione 2007 delle Chicago Sky fu la 2ª nella WNBA per la franchigia.
Le Chicago Sky arrivarono seste nella Eastern Conference con un record di 14-22, non qualificandosi per i play-off.

## Roster
| N° | Naz.                   | Ruolo | Sportivo          | Anno | Alt. | Peso |
| -- | ---------------------- | ----- | ----------------- | ---- | ---- | ---- |
| 3  | Stati Uniti (bandiera) | GA    | Dominique Canty   | 1977 | 175  | 73   |
| 4  | Stati Uniti (bandiera) | AC    | Candice Dupree    | 1984 | 188  | 73   |
| 9  | Stati Uniti (bandiera) | G     | Cathy Joens       | 1981 | 180  | 75   |
| 11 | Stati Uniti (bandiera) | G     | Jia Perkins       | 1982 | 173  | 70   |
| 12 | Canada (bandiera)      | GA    | Stacey Dales      | 1979 | 183  | 70   |
| 14 | Stati Uniti (bandiera) | G     | Claire Coggins    | 1985 | 180  | 77   |
| 20 | Stati Uniti (bandiera) | A     | Kayte Christensen | 1980 | 188  | 78   |
| 21 | Stati Uniti (bandiera) | A     | Brooke Wyckoff    | 1980 | 185  | 83   |
| 22 | Stati Uniti (bandiera) | G     | Armintie Price    | 1985 | 175  | 60   |
| 25 | Stati Uniti (bandiera) | A     | Monique Currie    | 1980 | 183  | 80   |
| 33 | Stati Uniti (bandiera) | G     | Stephanie Raymond | 1985 | 165  | 63   |
| 42 | Stati Uniti (bandiera) | A     | Carla Thomas      | 1985 | 191  | 91   |
| 44 | Stati Uniti (bandiera) | AC    | Chasity Melvin    | 1976 | 191  | 84   |
| 52 | Stati Uniti (bandiera) | A     | Liz Shimek        | 1984 | 185  | 88   |

## Staff tecnico
- Allenatore: Bo Overton
- Vice-allenatori: Steven Key, Roger Reding, Stephanie White
- Preparatore atletico: Georgia Fisher
- Preparatore fisico: Ann Crosby